# Polygala wettsteinii
Polygala wettsteinii är en jungfrulinsväxtart som beskrevs av Chod.. Polygala wettsteinii ingår i släktet jungfrulinssläktet, och familjen jungfrulinsväxter. Inga underarter finns listade i Catalogue of Life.